# Orange, Connecticut
Orange, Connecticut este un oraș cu 13.700 de locuitori din comitatul New Haven, statul Connecticut, Statele Unite ale Americii. Orange este amplasat între orașele West Haven, la est, și Trumbull, la vest, găsindu-se la circa 16 km (sau 10 mile) de coasta Atlanticului de Nord.